# Basílica de Nuestra Señora del Pilar (Buenos Aires)
La iglesia de Nuestra Señora del Pilar es una basílica ubicada en el barrio de Recoleta en Buenos Aires; en su día formó parte del convento de Franciscanos recoletos. Su construcción, que concluyó en 1732, se debe al mecenas aragonés Juan de Narbona.  Desde el siglo XIX es una de las parroquias de la ciudad de Buenos Aires y el segundo templo más antiguo de la ciudad.
Fue declarada monumento nacional histórico en 1942 y constituye una obra de inigualable valor hístico cultural junto con el convento de los frailes franciscanos, actualmente Centro Cultural Recoleta. 

## Historia

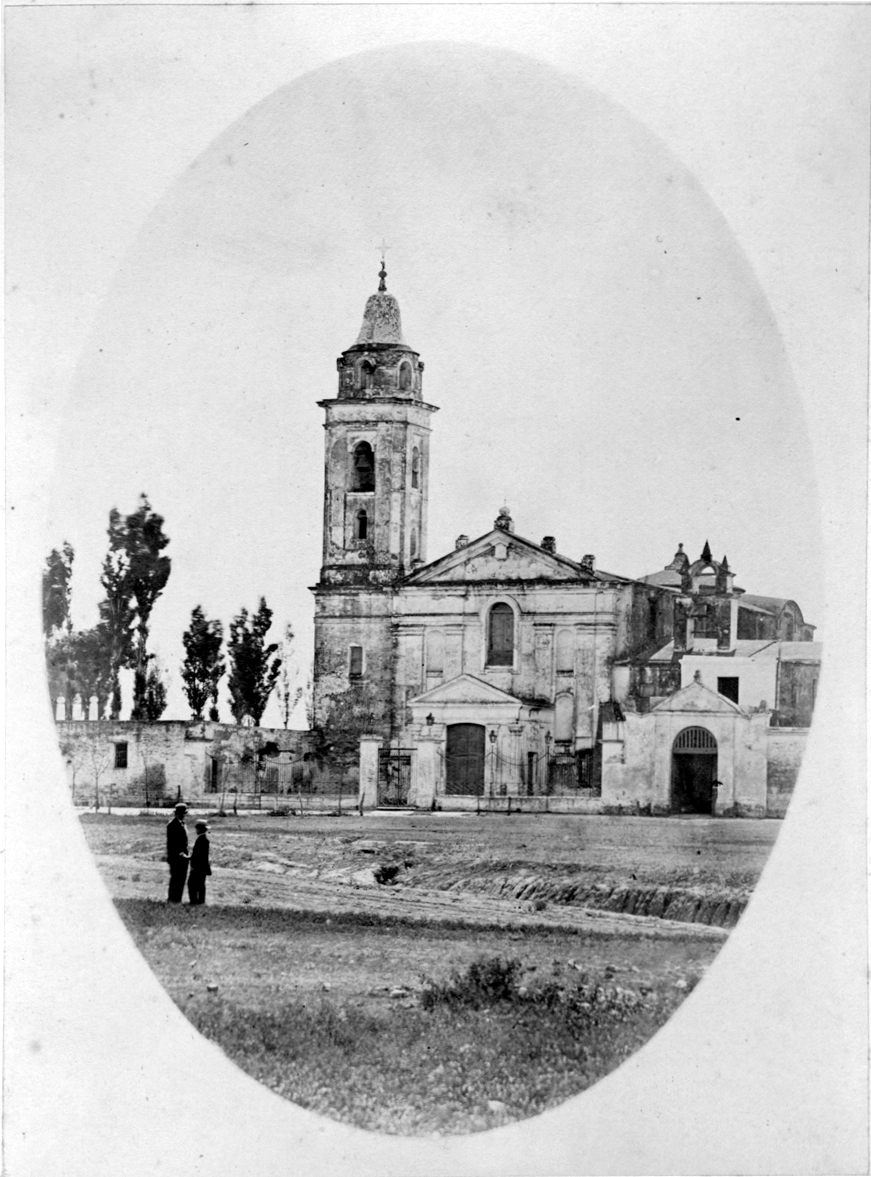
La Iglesia del Pilar en una fotografía tomada por Gonnet en 1864.

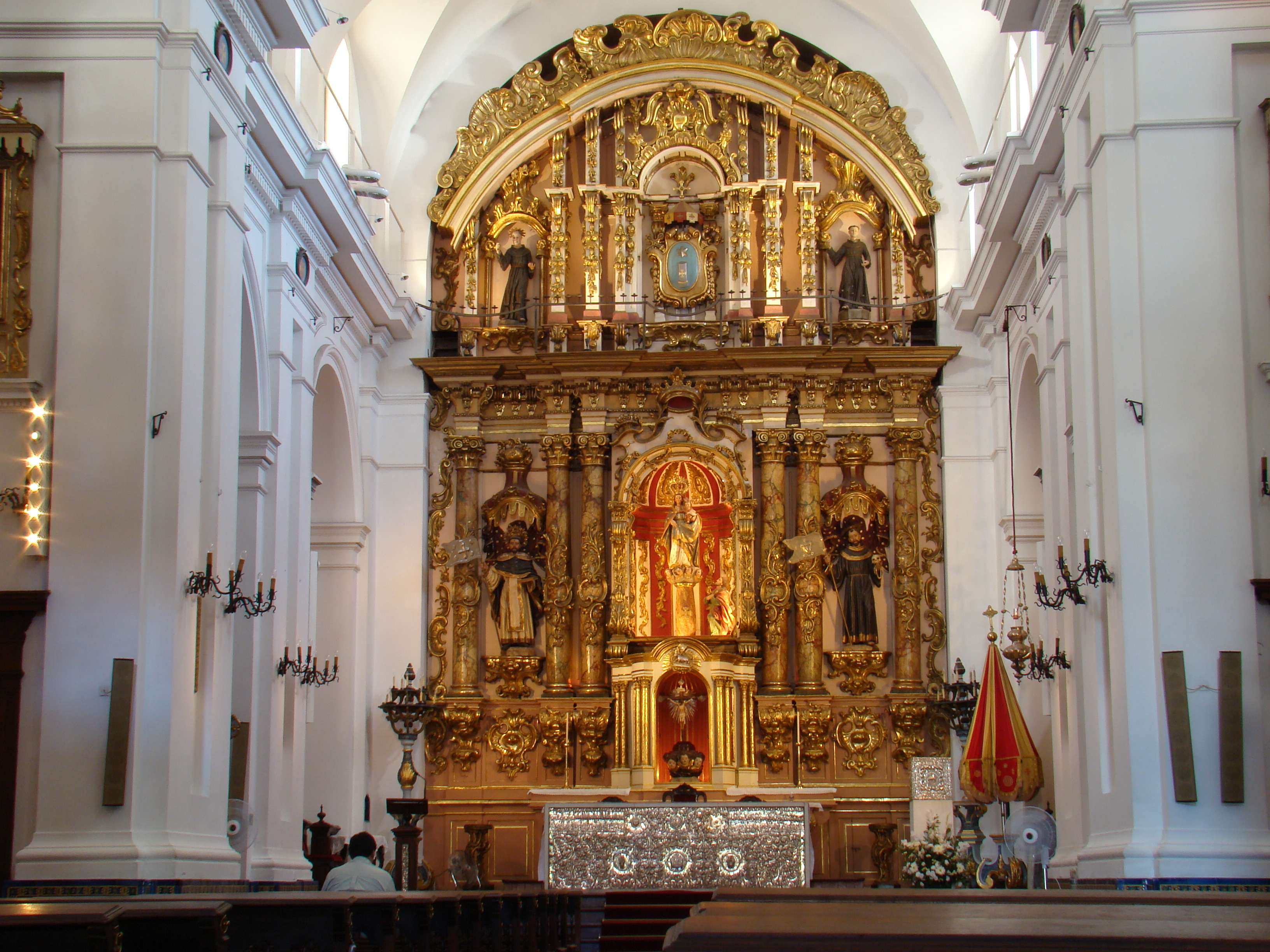
Presbiterio de la iglesia del Pilar. Al fondo el retablo mayor y el altar de plata.

En el 1700 Buenos Aires era un caserío que comenzaba a mejorar su aspecto. Los franciscanos buscaban construir sus conventos fuera de las ciudades, para llevar una vida de oración y silencio, pero al mismo el tiempo, próxima a la ciudad para que los fieles se acerquen a las celebraciones, es por eso que eligieron el barrio de Recoleta para su construcción. En 1705 el capitán Pedro Bustinza pidió licencia al gobernador de Buenos Aires, Juan Alonso de Valdez, para edificar el  Convento de los Recoletos de la Orden Reformada de San Francisco. Pero recién en 1716, por Real Cédula de Felipe V de España se autorizó la construcción. Como Bustinza ya había muerto, el comerciante aragonés Juan Narbona se ofreció para construirlo como mecenas y patrocinador de la obra. Se aceptó su propuesta, así como la dedicación a la Virgen del Pilar, en recuerdo y homenaje a su ciudad natal, Zaragoza (España), donde es muy venerada esta advocación.
Comenzó a construirla el arquitecto jesuita italiano Andrés Bianchi (conocido en los textos de arte como Andrés Blanqui) y la terminó Juan Bautista Prímoli, inaugurándose el 12 de octubre de 1732 bajo la advocación (como ya se ha dicho) de Nuestra Señora del Pilar y como segundo patrono San Pedro de Alcántara. El obispo franciscano de Asunción de Paraguay consagró la iglesia el 30 de mayo de 1734.
En 1821 surge la ley de la reforma eclesiástica generando que el gobernador Martín Rodríguez y su Ministro de Gobierno Bernardino Rivadavia, expulsaran a los frailes recoletos, teniendo que emigrar a Catamarca y expropiaran sus bienes. El convento quedó cerrado por años y en el solar que había sido su huerta se creó el Cementerio de la Recoleta y en el solar de otras dependencias monásticas, el Centro Cultural Recoleta. El 18 de noviembre de 1829 se erigió en parroquia y el papa Pío XI la elevó a la dignidad de basílica menor en 1936. La iglesia fue sufriendo reformas a lo largo del tiempo que no condicen con su aspecto original, finalmente, el historiador e ingeniero, Andrés Millé, entre 1930 y 1945 emprende la reforma y trata de devolverle su aspecto original y genuino de la época a la basílica.
Fue declarada Monumento Histórico Nacional por decreto 120.412 del 21 de mayo de 1942.

## Descripción

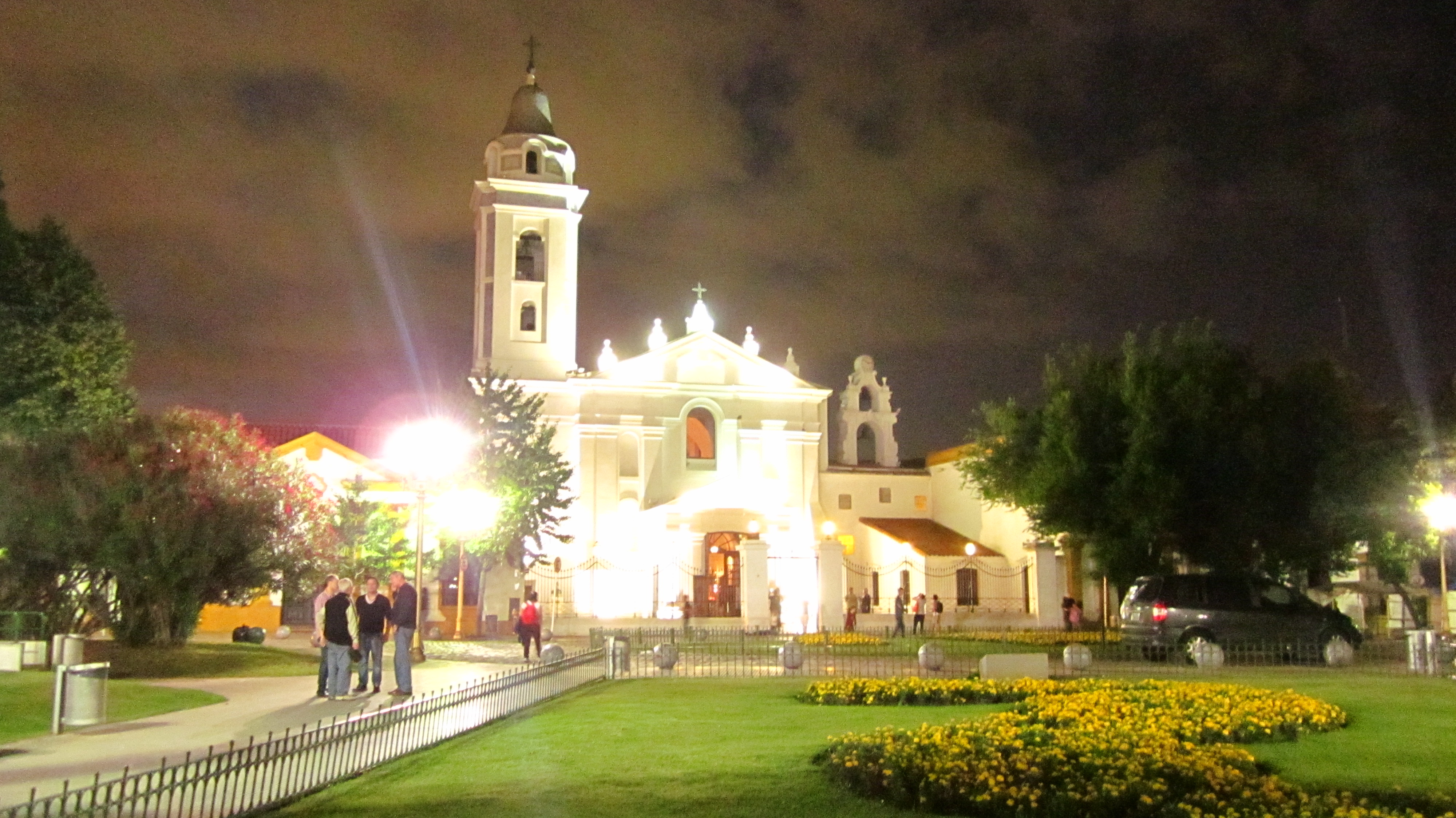
Vista Nocturna de la Basílica de Nuestra Señora del Pilar

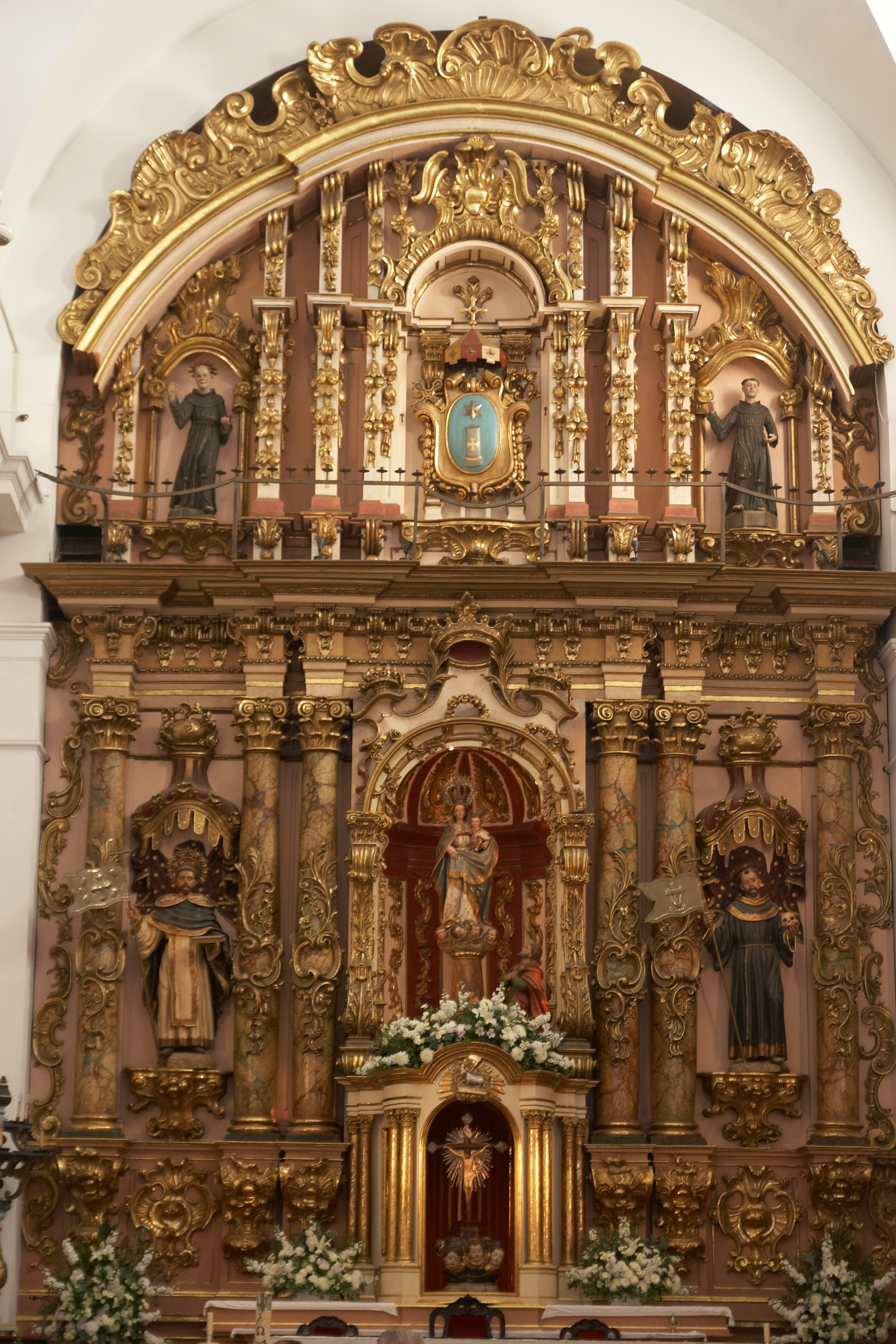
Retablo mayor

Su fachada fue proyectada por fray Andrés Blanqui,se ubica a lado opuesto del convento con orientación de rumbo oblicuo a la cuadrícula urbana hacia el sudeste y está conformada por un conjunto de pilastras dobles bajo un frontis clásico. Del lado derecho hay una espadaña de dos arcos, que culmina en un reloj esférico del año 1740, construido por el maestro inglés  Thomas Windmill, en Londres, y es considerado el primero que tuvo la ciudad. Del lado contrario hay una torre que termina en un tambor con cupulín con forma de campana, revestido con azulejos provenientes de Calais (Francia) en 1866.
La iglesia cuenta con una pequeña cripta y un lugar llamado Los Claustros, vestigio de lo que fue el claustro del monasterio, dedicado en la actualidad a museo.
Presenta dos capillas a ambos lados del ingreso del templo, efecto de refuncionalización colonial del primitivo nártex.

### Interior

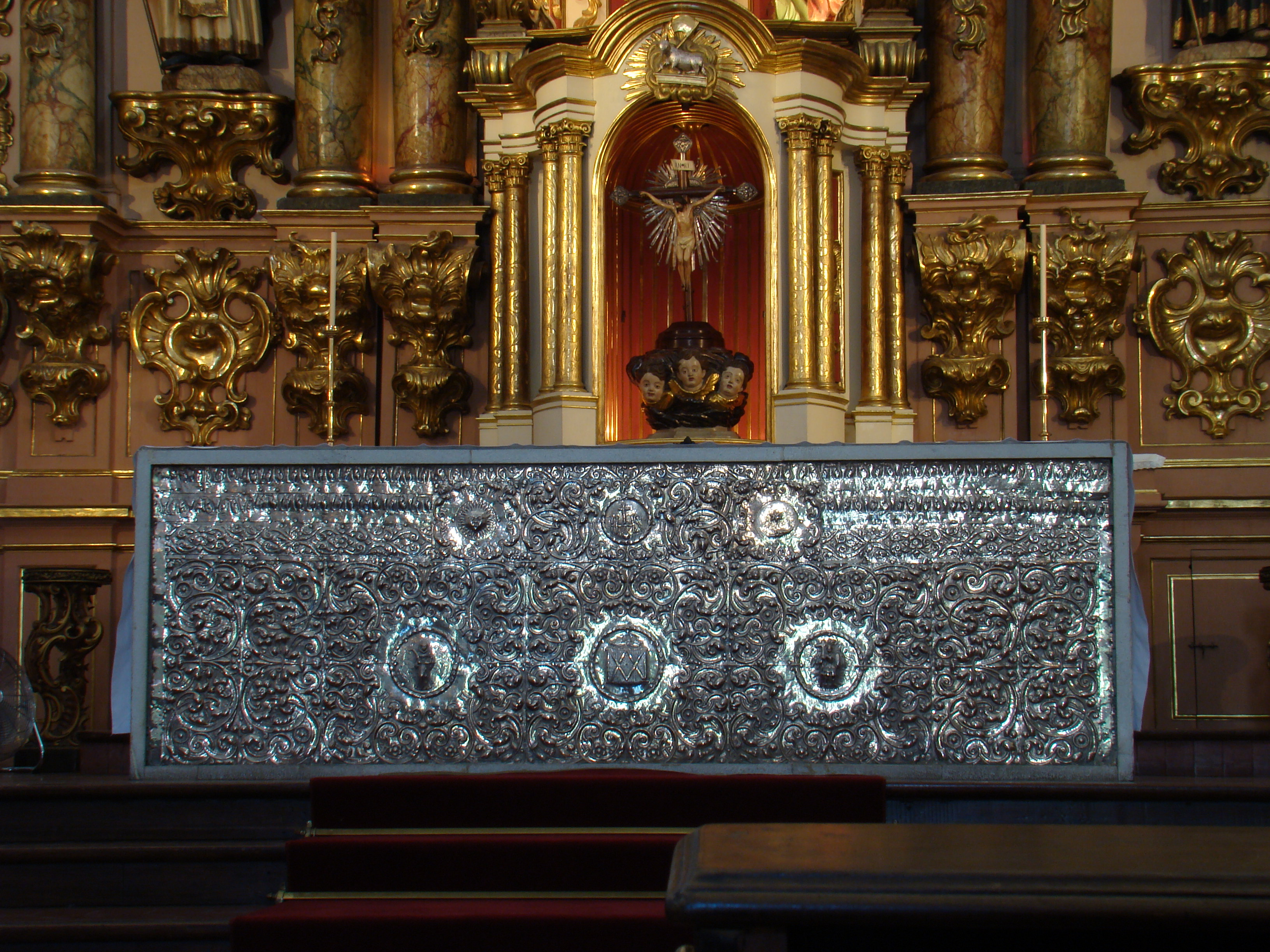
Altar mayor

Consta de una sola nave con un crucero muy desarrollado cubierto por bóveda vaída (casquete rebajado). Las capillas laterales son poco profundas. El presbiterio es rectangular, se le agrega uno de los tramos en 1891, modificado junto con una nueva sacristía durante la reparación neo colonial de la década de 1930. Contiene un coro alto a los pies.
Destaca el retablo del altar mayor, de arte barroco, con la imagen titular en el centro y a sus costados dos santos franciscanos. El altar mayor es una pieza muy singular, con ornamentación inca del Alto Perú, muy ricamente trabajado en plata.
Los altares laterales de la única nave, también son barrocos. La talla de madera de San Pedro de Alcántara —copatrono de la iglesia—  es del siglo XVIII y se le atribuye al escultor Alonso Cano, mientras que el Altar de las Reliquias, según la tradición, fue un regalo del rey Carlos III de España. El púlpito es también de factura barroca.

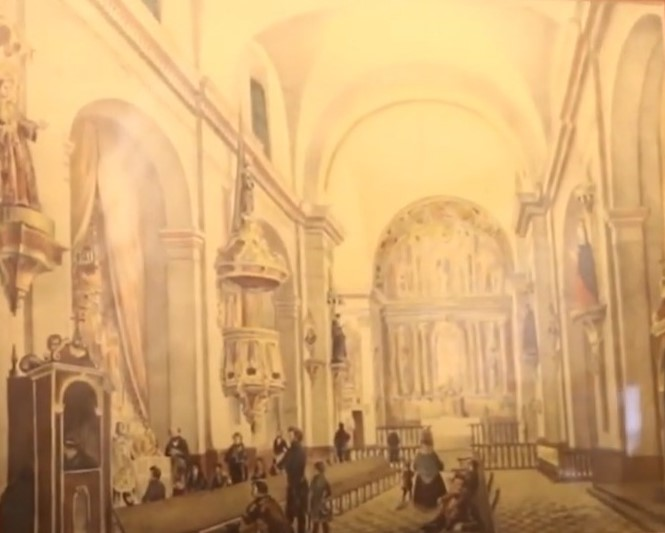
Litografía de la Basílica del año 1841

El mármol ónix grueso de color blanco, que se encuentra constante en la iglesia, es traslúcido y permite que entre la luz y se conservar la temperatura en el espacio. 
Carlos Pellegrini realizó una litografía en el año 1841, representando una imagen de cómo era el templo en sus comienzos, y muestra la distribución de los bancos lateralmente. La iglesia constaba de una sola nave. 
Puede verse también los famosos azulejos provenientes de Pas de Calais como elementos decorativos en los muros.
En el siglo XIX se añadieron algunos elementos que se quitaron al ser restaurada en 1930 por el arquitecto André Millé, para darle su aspecto original.

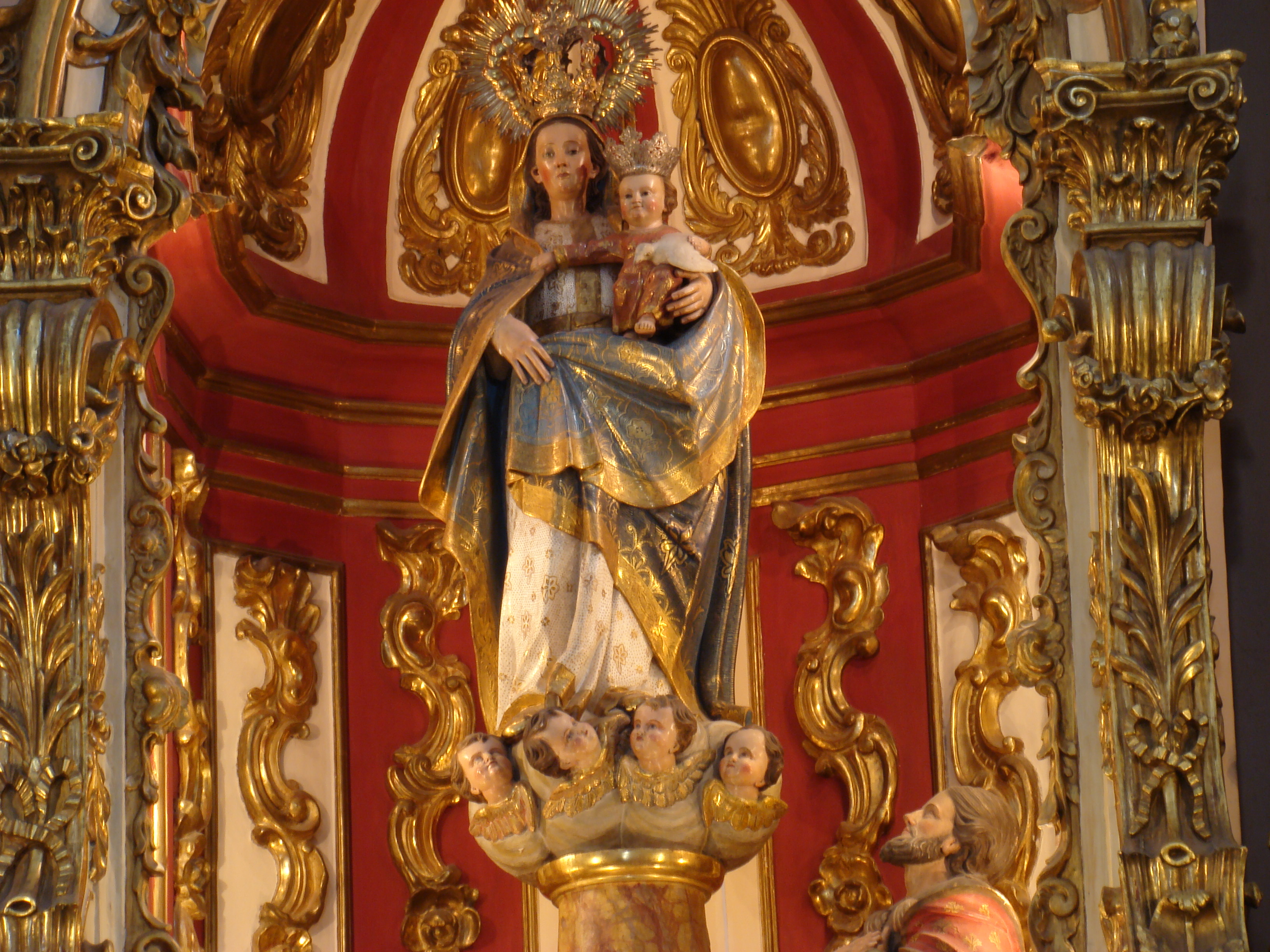
Imagen titular de la Virgen del Pilar.
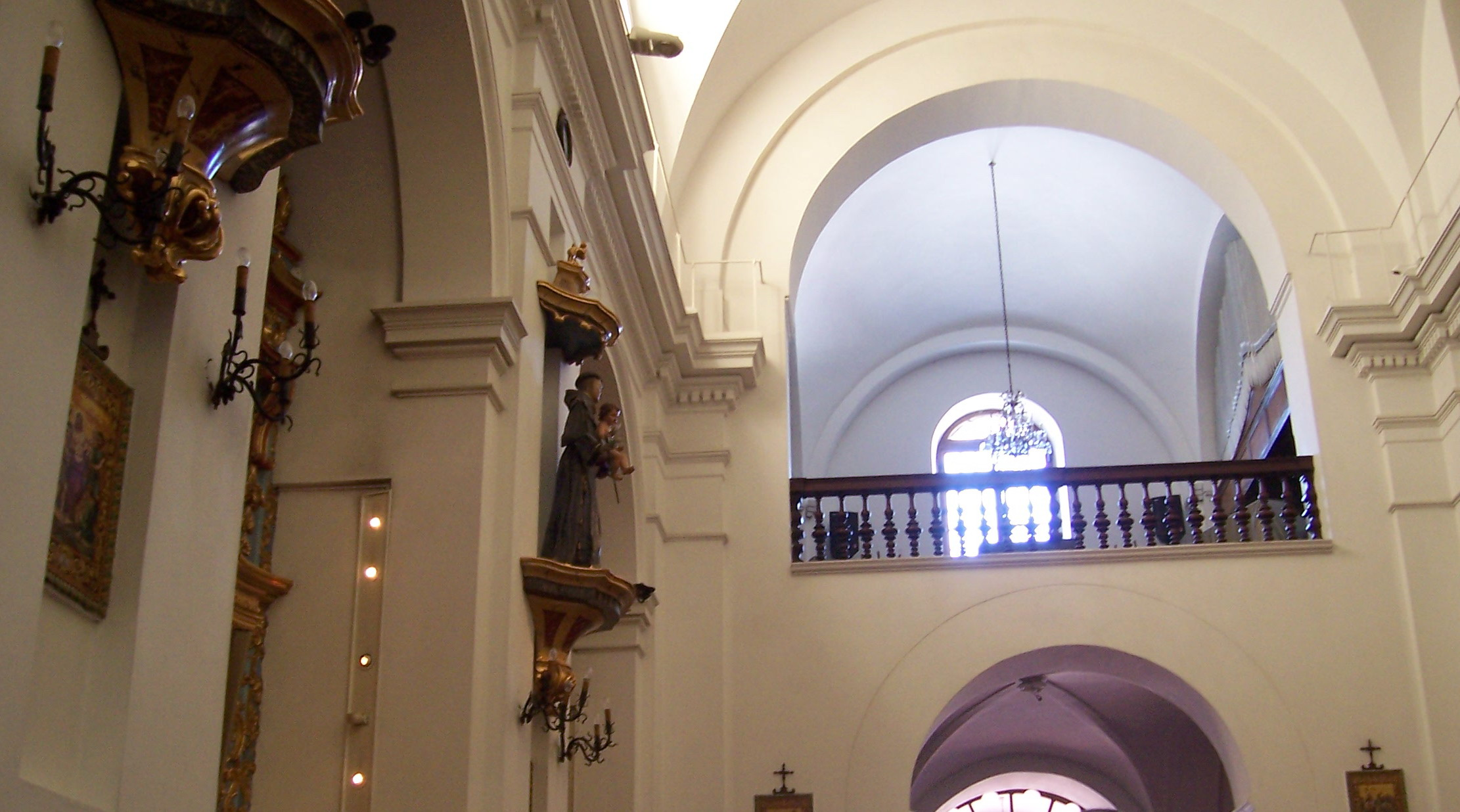
Coro alto a los pies.
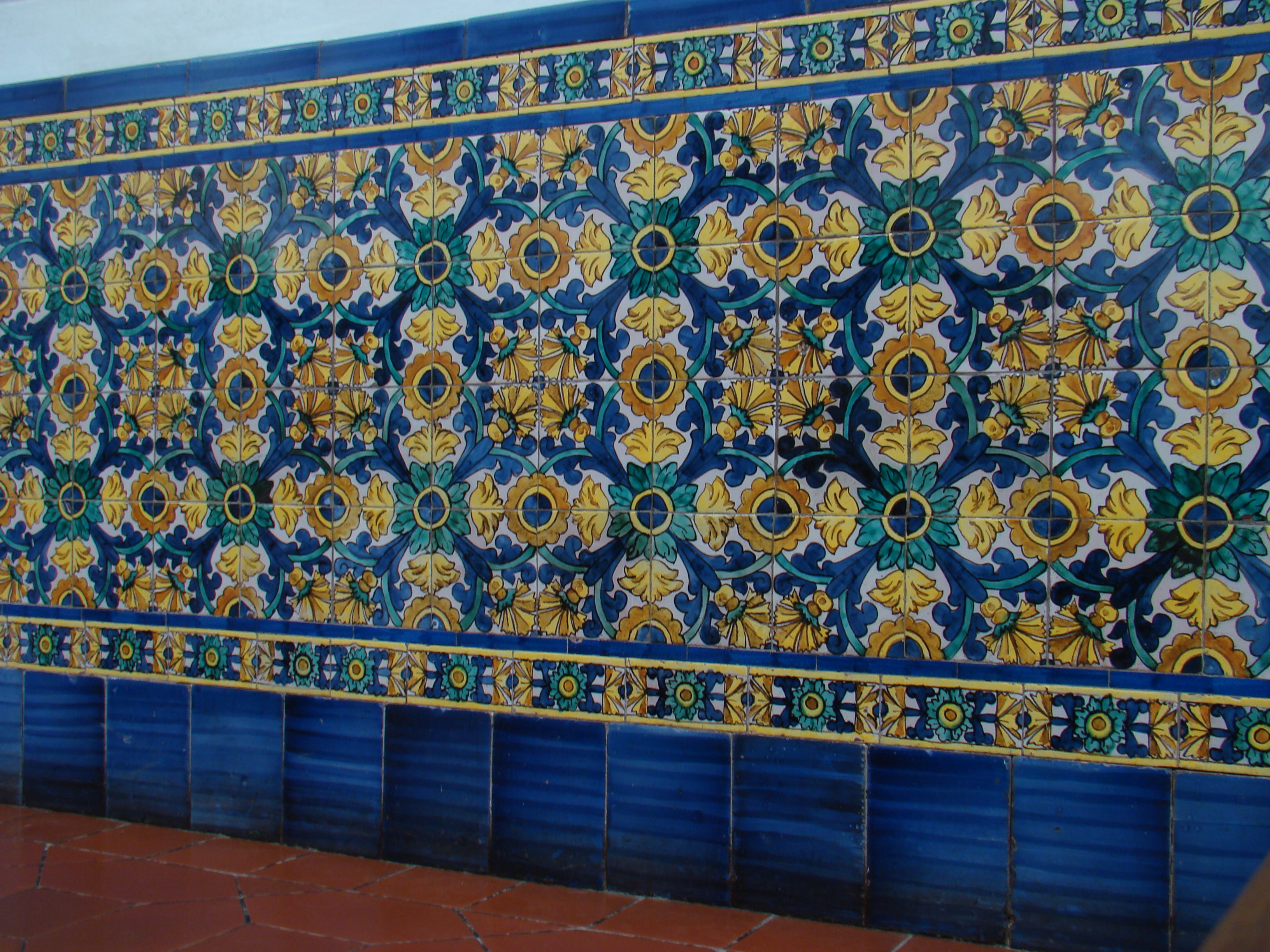
Azulejos provenientes de Calais.
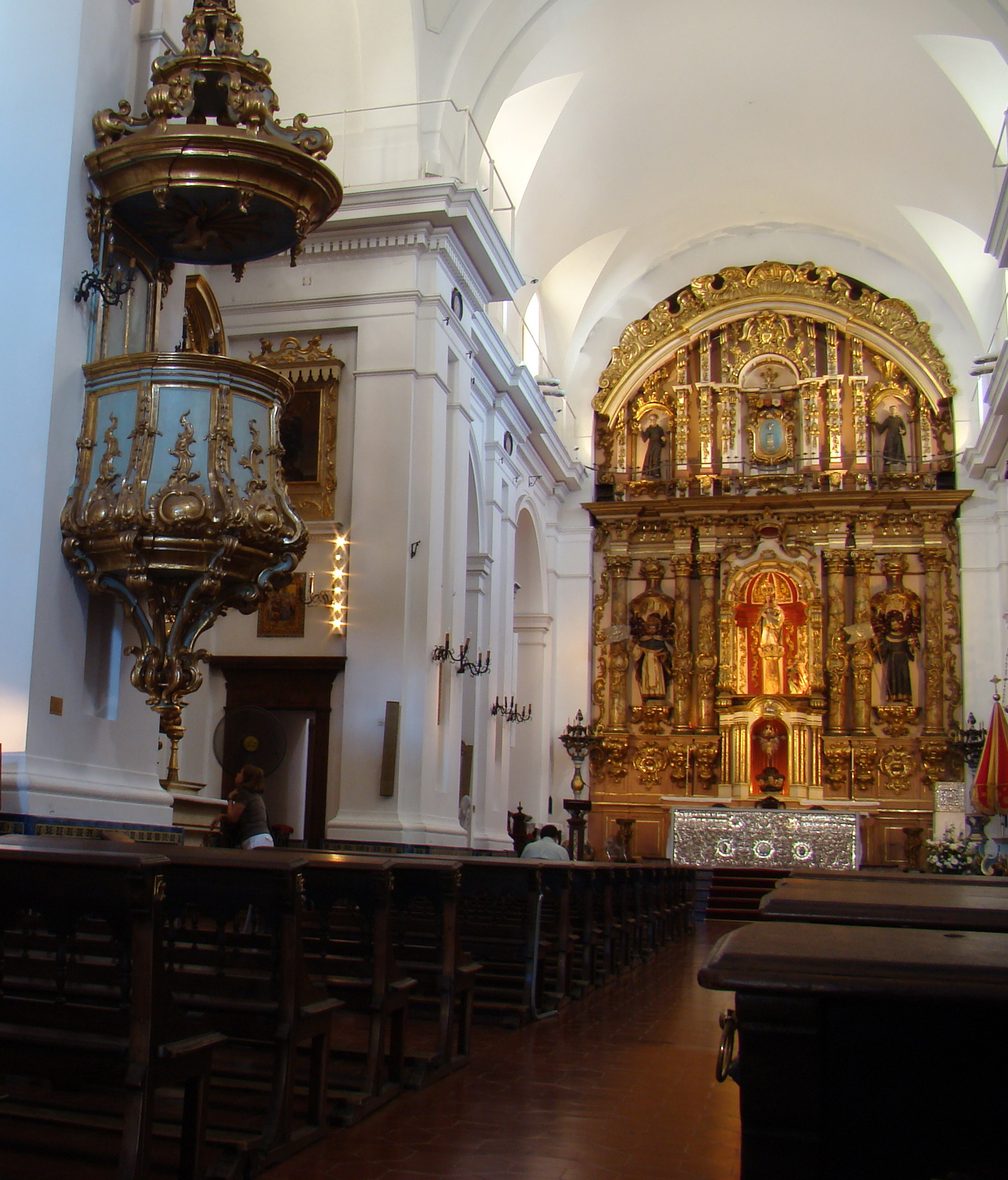
Púlpito barroco.
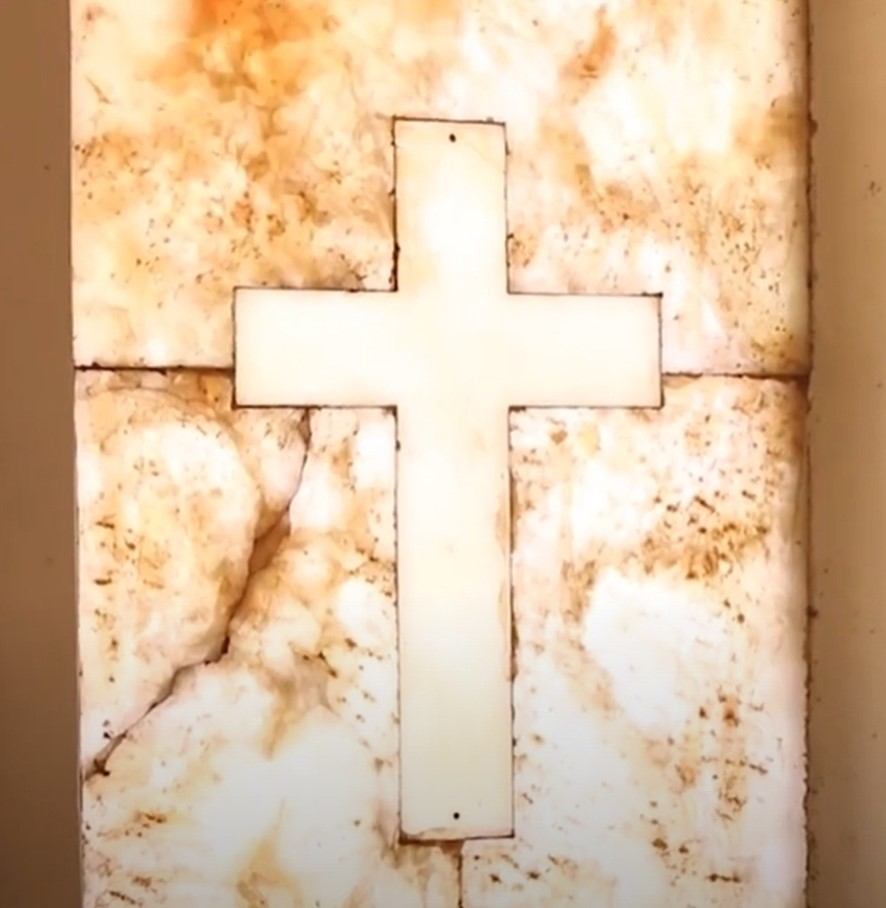
Ventana de Mármol ónix

## Los claustros
Se trata de los tres pisos de las galerías originarias del claustro edificado por los franciscanos, pegadas a la nave del Evangelio de la iglesia. Desde este lugar había un acceso al púlpito de la iglesia y una escalera que conducía al campanario. Parte de sus dependencias estaban ocupadas por herramientas agrícolas y otra parte eran primitivas celdas de monjes, en espera de la construcción definitiva del convento. En la actualidad se ha dispuesto allí un pequeño e interesante museo abierto al público. Pueden verse pinturas, esculturas, manuscritos, imágenes de devoción, objetos litúrgicos, etc. A través de las ventanas de estas galerías se puede contemplar el cementerio de Recoleta en toda su extensión.

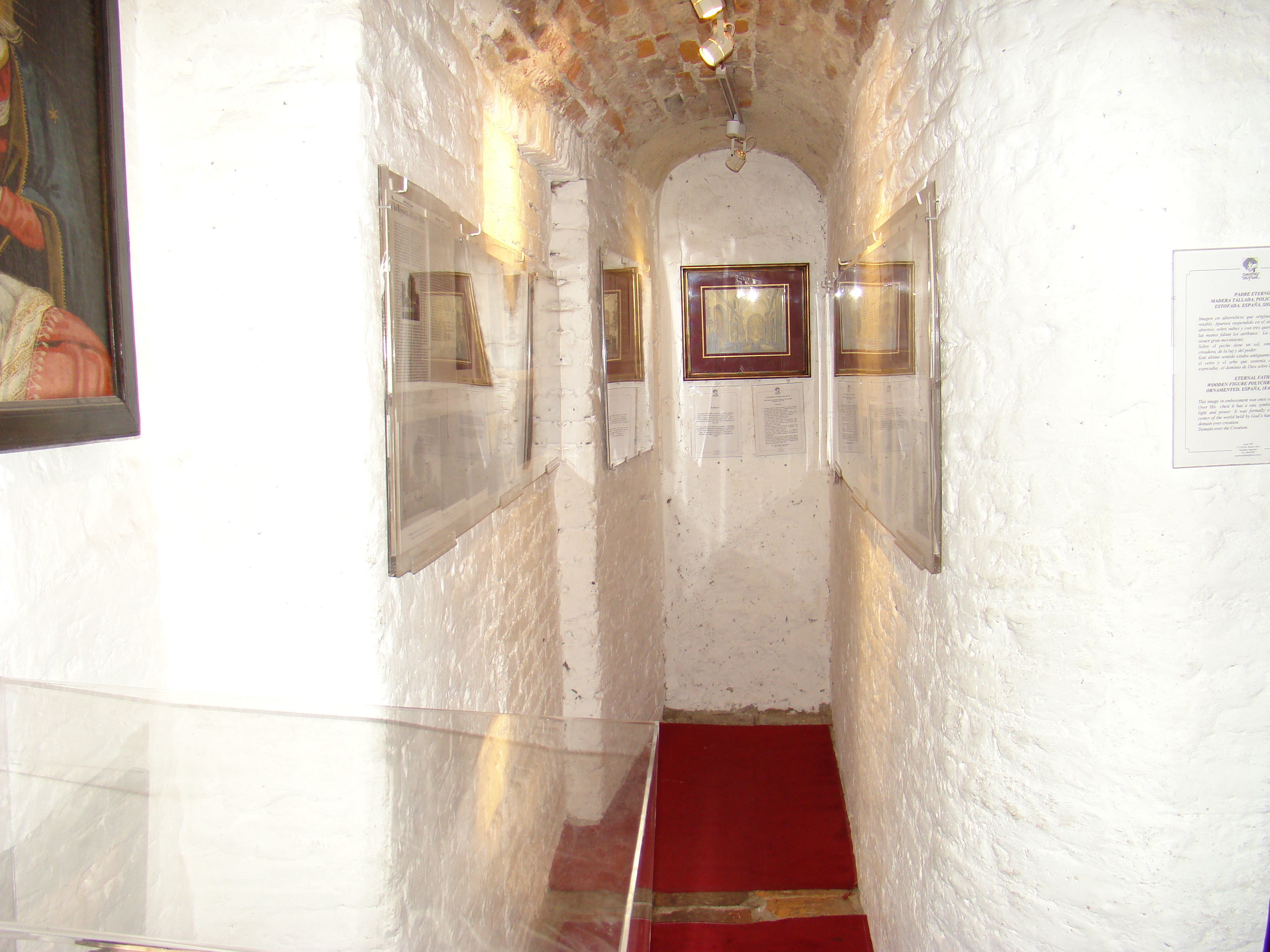
Galería antigua del claustro.
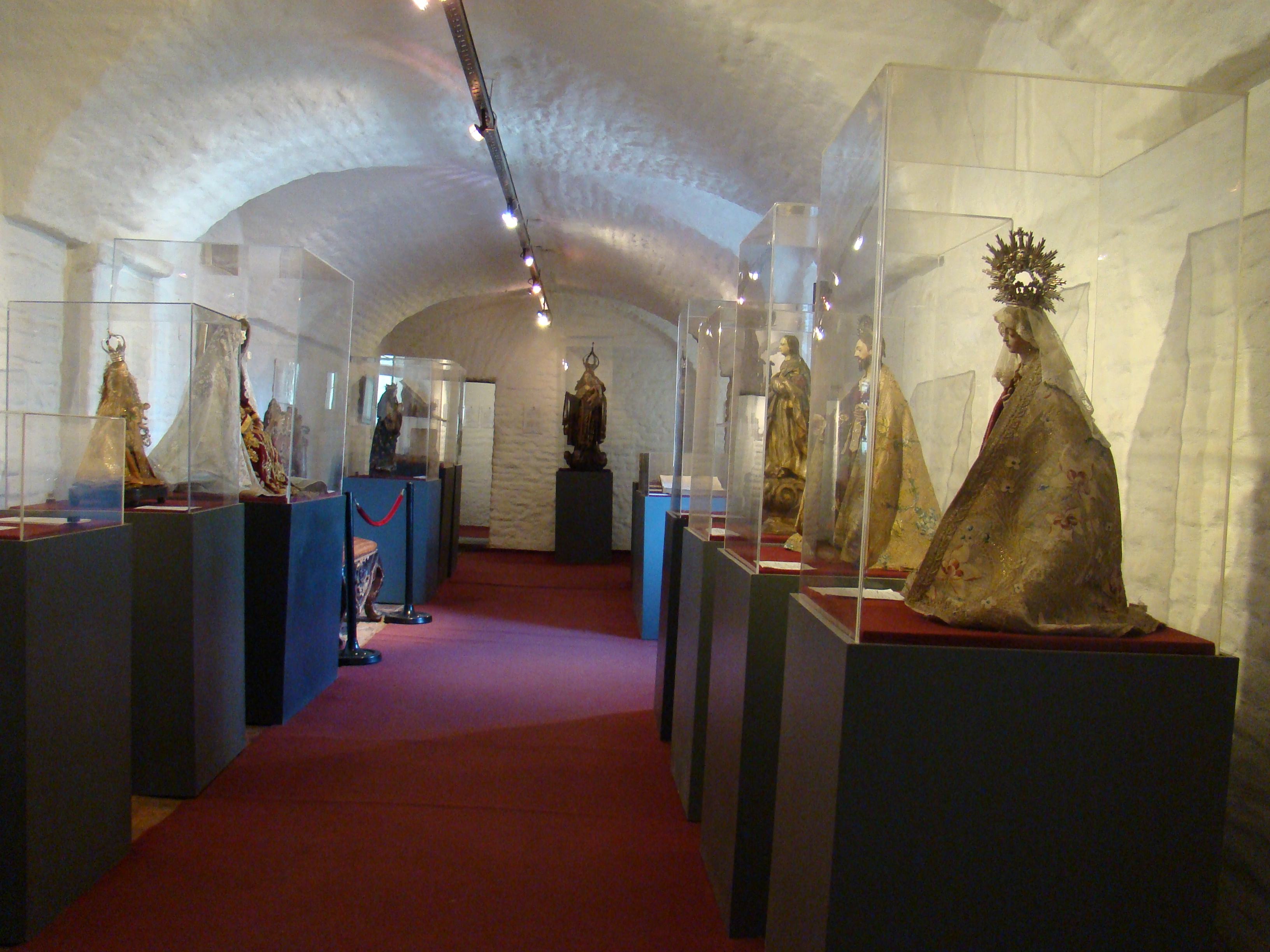
Galería del claustro convertida en museo.
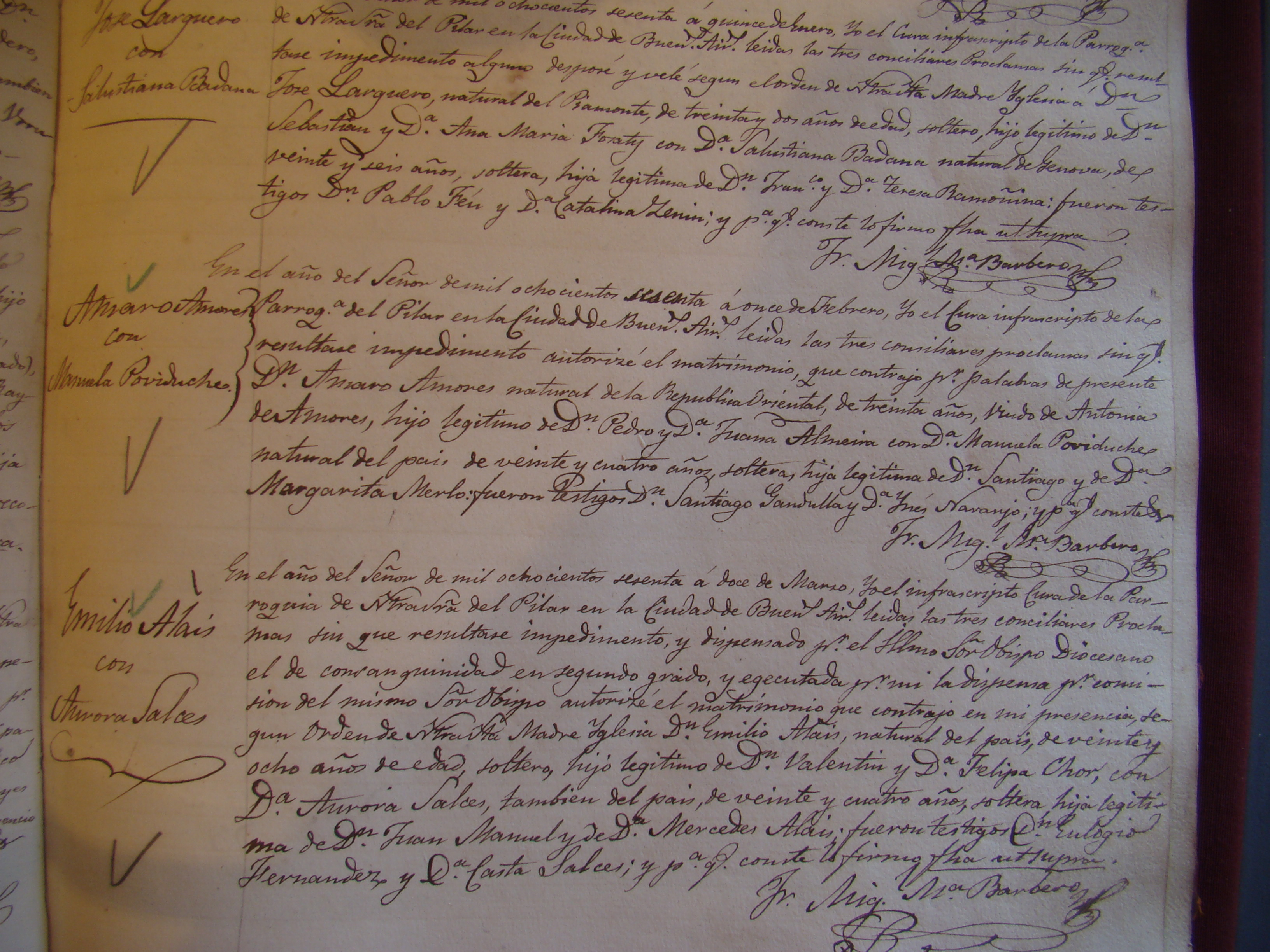
Manuscrito del museo.
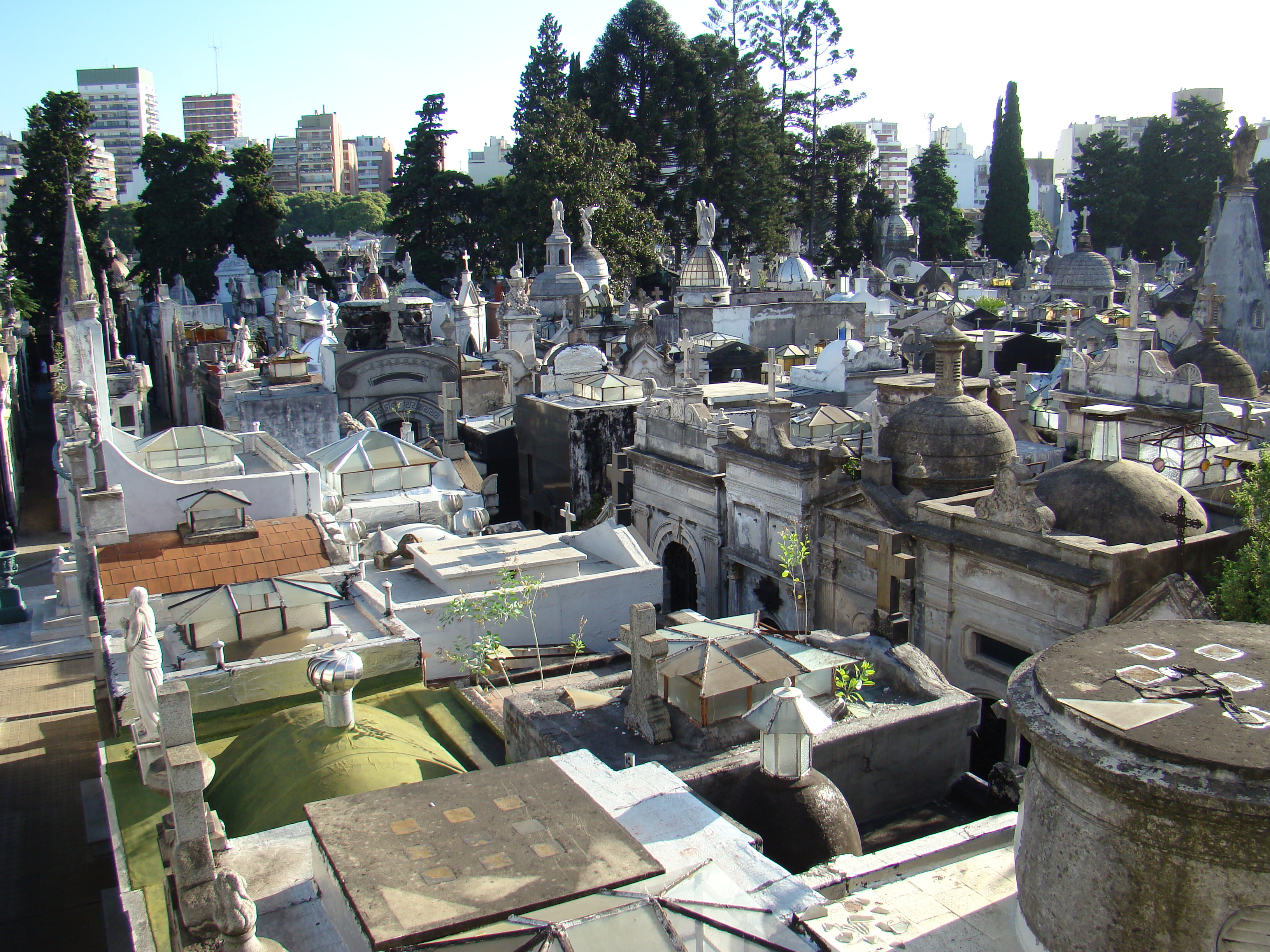
Vista del cementerio de Recoleta que se contempla desde el claustro.